# Lac d'Estaens
Ne doit pas être confondu avec Lac d'Estaing.
Le lac d'Estaens (ou Ibón de Astanes) est un lac des Pyrénées espagnoles, situé dans la communauté autonome d'Aragon, son extrémité nord est adjacente à la frontière franco-espagnole. Un barrage exploité par la France y a été édifié en 1912,,,.

## Géographie

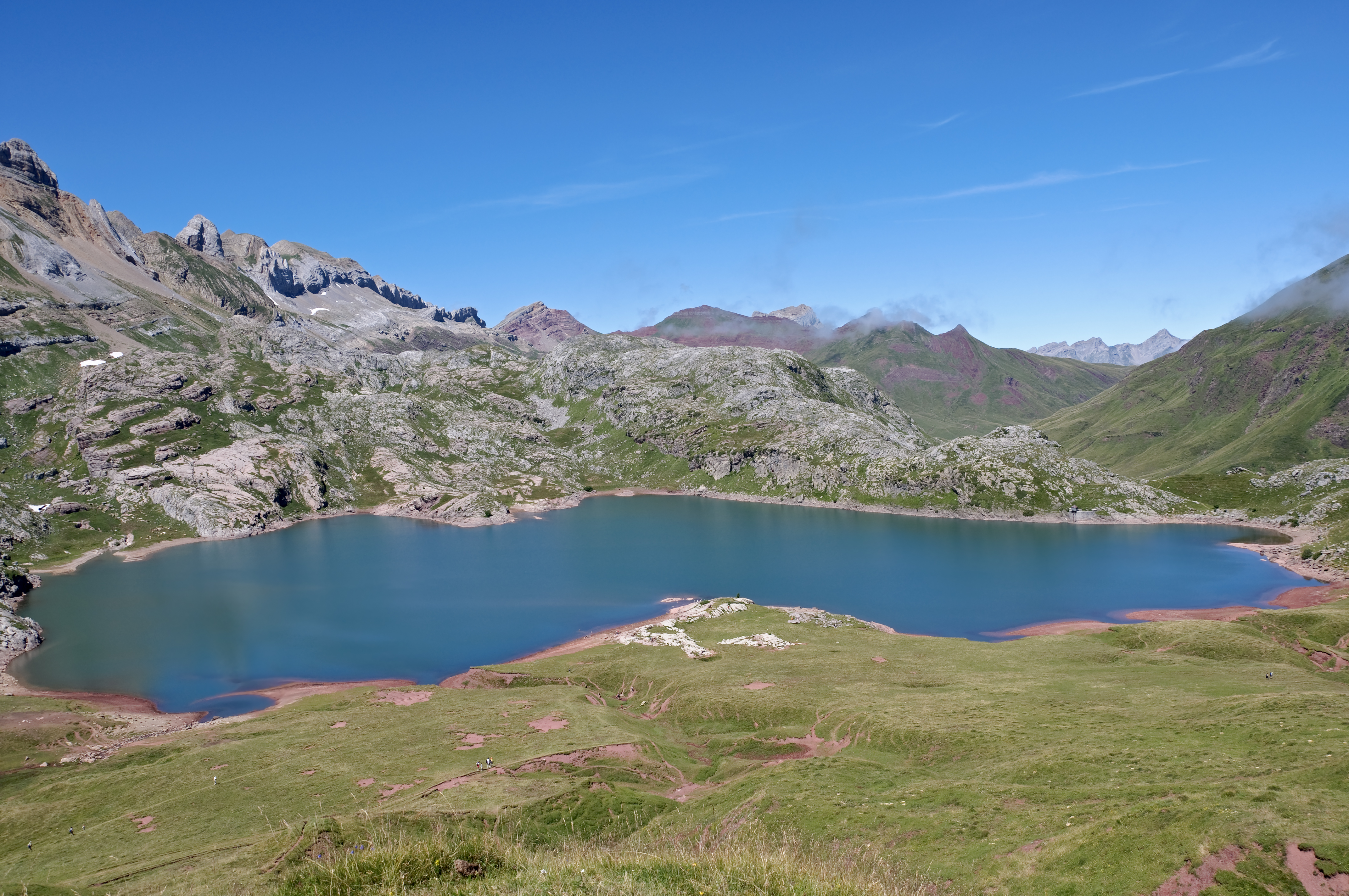
Le lac d'Estaens, avec des massifs aragonais en arrière-plan

## Toponymie
- En espagnol : Ibón de Estanés
- En aragonais : Ibón d'Estaners

## Voies d'accès
Le lac est accessible notamment par le GR 11.